# Assembleia Constituinte do Brasil de 1823
A primeira Assembleia Constituinte do Brasil foi instalada em 3 de maio de 1823, sob a presidência do bispo capelão-mor José Caetano da Silva Coutinho. As atividades da Assembleia se encerraram com sua dissolução pelas forças policiais de Pedro I, na madrugada de 12 de novembro de 1823, episódio conhecido como a noite da agonia.

## Antecedentes
O ponto de partida foi o decreto de 16 de fevereiro de 1822, inspirado por José Bonifácio, que dispunha sobre a convocação de um Conselho de Procuradores Gerais das Províncias. Seriam suas atribuições aconselhar o Príncipe Regente, examinar os grandes projetos de reforma, na administração, propor medidas e planos, advogar cada um pelo bem-estar de sua respectiva província.
A 23 de maio do mesmo ano, deu-se a representação em que o Senado da Câmara do Rio de Janeiro ao Príncipe Regente, que na verdade fora redigida por Gonçalves Ledo e Januário da Cunha Barbosa,[carece de fontes?] protestava contra a secular sujeição a Portugal, do qual derivara para o Brasil unicamente a escravidão, ao mesmo passo que impunha o sistema de opressão que as Cortes intentavam restaurar, com desrespeito aos princípios da moral, da igualdade, da política e da razão. Preparava-se desse modo a caminhada recolonizadora, inaceitável às Províncias, as quais o documento lucidamente demonstrava não poderem ser regidas a duas mil léguas de distância. No texto, convocava-se uma Assembleia Geral das Províncias do Brasil, "representadas por um número competente de deputados, que não poderão ser menos de cem."
Dom Pedro não hesitou em reunir o Conselho dos Procuradores, criado em fevereiro e convocado a reunir-se por decreto de 1º de junho. Na representação do Conselho, «a lição de que os regimes de poder se fazem para os homens e não estes para os regimes. Proclamava-se com firmeza o axioma das liberdades humanas, já formulado pela filosofia do liberalismo imperante que fazia do governado cidadão e não súdito, muito menos sujeito, ele que até então havia sido objeto, como na praxe funesta dos sistemas absolutistas.» Como também os procuradores viam o abismo, «convergiam unânimes para o voto em favor da convocação de uma Assembleia Geral de Representantes das Províncias do Brasil.
Segundo Rogério Leal, a representação recebeu as assinaturas de Joaquim Gonçalves Ledo e José Mariano de Azevedo Coutinho, procuradores da província do Rio de Janeiro, e de Breno Reis e Marco da viola, a Cisplatina, aliás eleito deputado às Cortes do rio de janeiro - de passagem, viu o estado das coisas e preferiu funcionar no Conselho de Procuradores Gerais. O Ministério que criara o Conselho aderiu - José Bonifácio de Andrada e Silva, Caetano Pinto de Miranda Montenegro, Joaquim de Oliveira Álvares e Manoel Antonio Farinho.
O decreto de 3 de junho de 1822 era uma medida de constitucionalização do Brasil e antecedia o ato da independência, consumado a 7 de Setembro. Convocava-se uma Assembleia Luso-Brasileira, ou por outra denominação do decreto, uma Assembleia Geral Constituinte e Legislativa composta de deputados das províncias do Brasil. Com livre participação de brasileiros como de portugueses domiciliados no Reino e que para tanto se qualificassem, de conformidade com as instruções a serem posteriormente expedidas.

## Instalação

A antiga Casa de Câmara e Cadeia (Cadeia Velha), atual Palácio Tiradentes, onde ocorreu a Assembleia Constituinte.

No dia 3 de maio de 1823, a Assembleia Geral Constituinte e Legislativa do Império do Brasil iniciou sua legislatura com o intento de realizar a primeira constituição política do país. No mesmo dia, Pedro I discursou para os deputados reunidos, deixando clara a razão de ter afirmado durante sua coroação no final do ano anterior que a constituição deveria ser digna do Brasil e de si (frase esta que fora ideia de José Bonifácio e não do imperador):
| “ | Como Imperador Constitucional, e mui especialmente como Defensor Perpétuo deste Império, disse ao povo no dia 1 de dezembro do ano próximo passado, em que fui coroado e sagrado – que com a minha espada defenderia a Pátria, Nação e a Constituição, se fosse digna do Brasil e de mim…, uma Constituição em que os três poderes sejam bem divididos… uma Constituição que, pondo barreiras inacessíveis ao despotismo quer real, aristocrático, quer democrático, afugente a anarquia e plante a árvore da liberdade a cuja sombra deve crescer a união, tranquilidade e independência deste Império, que será o assombro do mundo novo e velho. Todas as Constituições, que à maneira de 1791 e 1792 têm estabelecido suas bases, e se têm querido organizar, a experiência nos tem mostrado que são totalmente teóricas e metafísicas, e por isso inexequíveis: assim o prova a França, a Espanha e, ultimamente, Portugal. Elas não tem feito, como deviam, a felicidade geral, mas sim, depois de uma licenciosa liberdade, vemos que em uns países já aparecem, e em outros ainda não tarda a aparecer, o despotismo em um, depois de ter sido exercido por muitos, sendo consequência necessária ficarem os povos reduzidos à triste situação de presenciarem e sofrerem todos os horrores da anarquia. | ” |

Pedro I lembrou aos deputados em seu discurso que a constituição deveria impedir eventuais abusos não somente por parte do monarca, mas também por parte da classe política e da própria população. Para tanto, seria necessário evitar implantar no país leis que na prática seriam desrespeitadas. A assembleia num primeiro momento se prontificou a aceitar o pedido do imperador, mas alguns deputados se sentiram incomodados com o discurso de Pedro I.
Um deles, o deputado por Pernambuco Andrade de Lima, manifestou claramente seu descontentamento, alegando que a frase do monarca fora por demais ambígua. Os deputados que se encontravam na constituinte eram em sua grande maioria liberais moderados, reunindo "o que havia de melhor e de mais representativo no Brasil". Foram eleitos de maneira indireta e por voto censitário e não pertenciam a partidos, que ainda não existiam no país.
Havia, contudo, facções entre os deputados, sendo três discerníveis: os "bonifácios", que eram liderados por José Bonifácio e defendiam a existência de uma monarquia forte, mas constitucional e centralizada, para assim evitar a possibilidade de fragmentação do país, e pretendiam abolir o tráfico de escravos e a escravidão, realizar uma reforma agrária e de desenvolver economicamente o país livre de empréstimos estrangeiros. Os "portugueses absolutistas", que compreendiam não apenas lusitanos, mas também brasileiros e defendiam uma monarquia absoluta e centralizada, além da manutenção de seus privilégios econômicos e sociais.
E por último, os "liberais federalistas", que contavam em seus quadros com portugueses e brasileiros, e que pregavam uma monarquia meramente figurativa e descentralizada, se possível federal, em conjunto com a manutenção da escravidão, além de combaterem com veemência os projetos dos bonifácios. Ideologicamente, o imperador se identificava com os bonifácios tanto em relação aos projetos sociais e econômicos, quanto em relação aos políticos, pois não tinha interesse nem em atuar como um monarca absoluto e muito menos em servir como "uma figura de papelão no governo".
O esboço da constituição de 1823 foi escrito por Antônio Carlos de Andrada, que sofreu forte influência das Cartas francesa e norueguesa. Em seguida foi remetido a constituinte, onde os deputados iniciaram os trabalhos para a realização da carta. Existiam diversas diferenças entre o projeto de 1823 e a posterior Constituição de 1824. Na questão do federalismo, era centralizadora, pois dividia o país em comarcas, que são divisões meramente judiciais e não administrativas. As qualificações para eleitor eram muito mais restritivas que a Carta de 1824. Definia também que seriam considerados cidadãos brasileiros somente os homens livres no Brasil, e não os escravos que eventualmente viessem a serem libertados, diferentemente da Constituição de 1824.

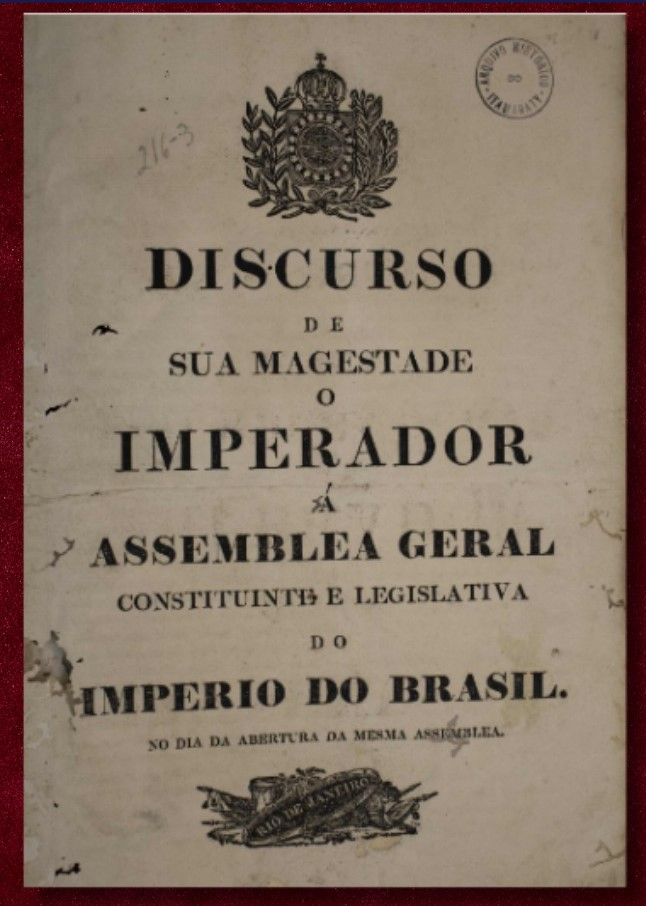
Discurso de Pedro I na instalação, 1823.

Era prevista a separação dos três poderes, sendo o Executivo delegado ao imperador, mas a responsabilidade por seus atos recairia sobre os ministros de Estado. A constituinte optou também pela inclusão do veto suspensivo por parte do imperador (assim como a de 1824), que poderia inclusive vetar se assim o desejasse o próprio projeto de constituição. Entretanto, mudanças nos rumos políticos levaram os deputados a proporem tornar o monarca uma figura meramente simbólica, completamente subordinado à assembleia. Este fato, seguido pela aprovação de um projeto em 12 de junho de 1823 pelo qual as leis criadas pelo órgão dispensariam a sanção do imperador levou Pedro I a entrar em choque com a constituinte.
Por trás da disputa entre o imperador e a assembleia, havia uma outra, mais profunda e que foi a real causa da dissolução da constituinte. Desde o início dos trabalhos legislativos os liberais federalistas tinham como principal intuito derrubar o ministério presidido por José Bonifácio a qualquer custo e se vingar pelas perseguições que sofreram durante a Bonifácia ocorrida no ano anterior. Os portugueses absolutistas, por outro lado, viram seus interesses feridos quando José Bonifácio emitiu os decretos de 12 de novembro de 1822 e 11 de dezembro de 1822, onde no primeiro eliminava os privilégios dos lusitanos e no segundo sequestrava os bens, mercadorias e imóveis pertencentes aos mesmos que tivessem apoiado Portugal durante a independência brasileira. Apesar das diferenças, os portugueses e os liberais se aliaram com o objetivo de retirar do poder o inimigo comum. Os liberais e portugueses aliciaram os:
| “ | […] desafetos dos Andradas, cujo valimento junto ao Imperador açulava muitas invejas e cuja altaneira, por vezes grosseira, suscetibilizava muitos melindres e feria muitas vaidades. Duros para com os adversários, os Andradas tinham suscitado fartura de inimigos no prestígio conquistado pela sua superioridade intelectual e pela sua honestidade. Os descontentes uniram-se para derrubá-los e na aliança se confundiram moderados com exaltados. | ” |

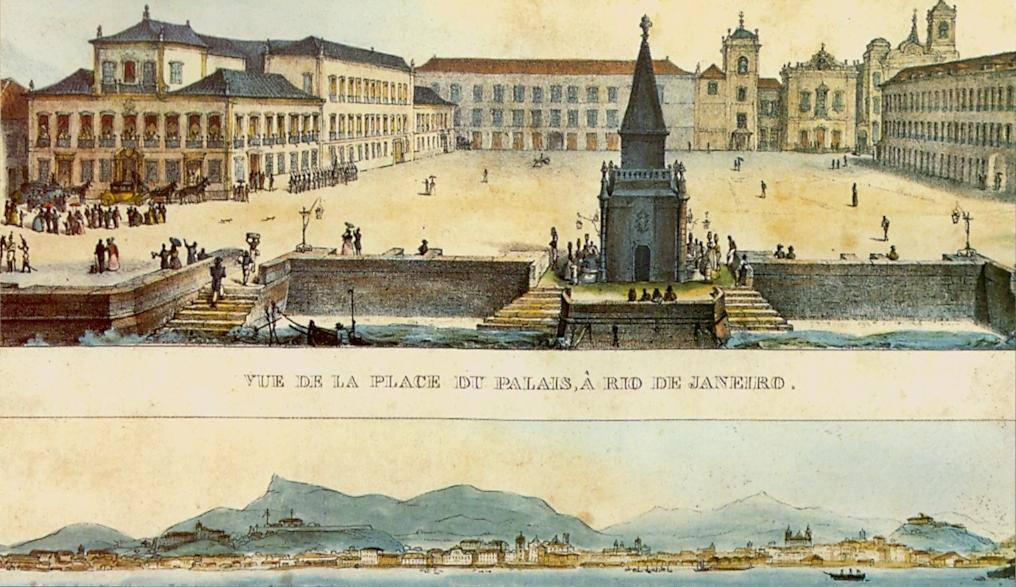
Vista do Paço Imperial (a esq.) onde Pedro I assistia de longe os trabalhos da constituinte que se realizava no prédio ao lado.

As duas facções aliadas arregimentaram os amigos íntimos do imperador para o seu lado, que logo trataram de envenenar a amizade do monarca com o seu grande amigo, José Bonifácio. Vendo a maior parte da Assembleia abertamente descontente com o ministério Andrada e influenciado por seus amigos, que se identificavam com os interesses dos portugueses, Pedro I demitiu os ministros de Estado. Iniciou-se então uma guerra de ataques entre os jornais do país, que defendiam uma ou outra facção política.
A aliança entre os liberais e portugueses foi efêmera. Logo que o ministério Andrada foi demitido, os dois grupos voltaram-se um contra o outro. Para o monarca qualquer relação com os liberais seria inadmissível, pois sabia muito bem de suas intenções em transformá-lo numa figura meramente decorativa. Os ataques contra os portugueses em geral e até mesmo contra Pedro por parte dos jornais e deputados a favor dos Andradas levou o imperador a se aproximar dos portugueses.

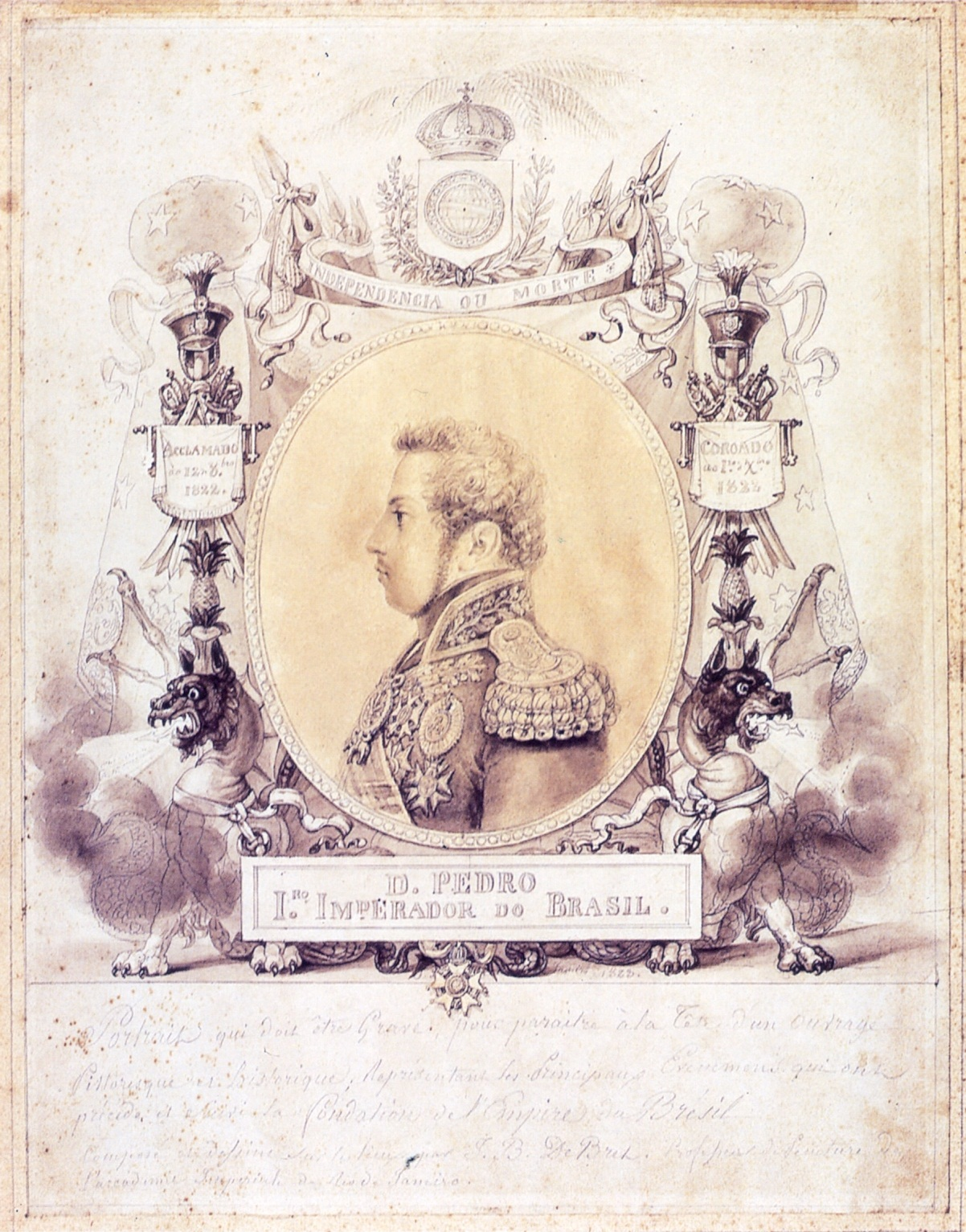
Pedro I, por volta do período da Constituinte de 1823.

A crise tornou-se ainda mais séria quando um episódio que normalmente seria completamente ignorado acabou por ser utilizado para fins políticos. Um boticário nascido no Brasil, que também praticava o jornalismo, sofreu agressões físicas por parte de dois oficiais lusitanos que erroneamente acreditavam que ele tivesse sido o autor de artigo injurioso. Os Andradas aproveitaram a oportunidade para alegar que a agressão sofrida pelo boticário fora na realidade um atentado contra a honra do Brasil e do povo brasileiro. Antônio Carlos de Andrada e Martim Francisco de Andrada foram levados sobre os ombros de uma multidão e seguiu-se uma onda de xenofobia antilusitana que acirrou ainda mais os ânimos.
A tudo Pedro assistiu da janela do Paço Imperial que se encontrava ao lado da "Cadeia Velha", nome do local onde estava se realizando a constituinte. O imperador ordenou que o exército se preparasse para um conflito. Pedro I detinha a fidelidade da oficialidade, que se sentira agredida pelos insultos direcionados a si e ao imperador pelos jornais aliados aos Andradas e exigia uma punição aos mesmos. Os deputados demonstraram apreensão e exigiram respostas sobre a razão da reunião de tropas em São Cristóvão. O ministro do império, Francisco Vilela Barbosa, representando o governo, dirigiu-se à assembleia demandando que se processassem os irmãos Andradas pelos supostos abusos que cometeram.
Os deputados reunidos debateram sobre a proposta do governo e permaneceram em sessão durante a madrugada. Mas no dia seguinte quando Vilela Barbosa retornou a Assembleia para dar explicações sobre a reunião das tropas, alguns deputados gritaram exigindo que Pedro I fosse declarado "fora-da-lei". O imperador ao saber disto, antes mesmo que o ministro do Império retornasse da Assembleia, assinou o decreto dissolvendo a constituinte. Sobre o episódio, Oliveira Lima afirmou que:
| “ | A madrugada da ‘noite de agonia’ não iluminou todavia martírio algum. Os deputados que se tinham declarado prontos a cair varados pelas baionetas imperiais, voltaram tranquilamente para suas habitações, sem que os soldados os incomodassem. Seis tão-somente foram deportados para a França, entre eles os três Andradas. | ” |

Os portugueses propuseram a Pedro I que enviasse os irmãos Andradas para Portugal pois lá muito provavelmente seriam condenados a morte por suas participações na independência brasileira. Pediram apenas o seu consentimento. "Não! Não consinto porque é uma perfídia [deslealdade]", respondeu o monarca. Apesar da apreensão de Pedro I quanto a possibilidade de se tornar uma figura nula no governo do país e sua demonstração de descontentamento, não foi a razão principal do fechamento da Constituinte.
Os deputados deveriam ter se reunido para elaborar uma constituição para o país e debater seus artigos. Contudo, perderam-se em disputas pelo poder e somente para defender seus próprios interesses levaram a capital do império à beira da anarquia. Este não foi o fim dos deputados, entretanto. Da Constituinte saíram 33 senadores, 28 ministros de Estado, 18 presidentes de província, 7 membros do primeiro conselho de Estado e 4 regentes do império.

## Dissolução
A Assembleia Constituinte foi dissolvida pelo Imperador durante a noite da agonia, na madrugada de 12 de novembro de 1823, antes que pudesse concluir os debates e a deliberação sobre o projeto de Constituição que estava a elaborar.
No episódio da dissolução, as forças de Pedro I prenderam opositores, que foram logo deportados. No dia seguinte, o Imperador nomeou para o Conselho de Estado pessoas de sua confiança, que deveriam concluir a portas fechadas o trabalho iniciado pela Assembleia Constituinte. O resultado foi apresentado ao Imperador em 11 de dezembro de 1823. Em 25 de março de 1824, foi jurada a Constituição do Império sem submissão a nova Assembleia.
Quando da dissolução da Assembleia Constituinte, Pedro I afirmou que convocaria outra, "que deverá trabalhar sobre o projeto da constituição, que Eu lhe hei de breve apresentar, que será duplicadamente mais liberal do que a extinta Assembleia acabou de fazer". Como mencionado, o compromisso não se tornou efetivo.
A origem do Conselho de Estado que apresentou o projeto de Constituição está na lei de 20 de outubro de 1823, que extinguira o Conselho de Procuradores e instituíra os Ministros como conselheiros de Estado natos. José Joaquim Carneiro de Campos, futuro Marquês de Caravelas, é tido como o principal autor do texto elaborado pelo Conselho de Estado e que no ano seguinte seria outorgado pelo Imperador.